# August Prinzinger d. Ä.
August Friedrich Prinzinger d. Ä. (* 16. Oktober 1811 in Ottobeuren; † 14. Januar 1899 in Salzburg) war ein österreichischer Jurist und Abgeordneter zum Salzburger Landtag. August Prinzinger d. Ä. war der Vater von August Prinzinger d.J.

## Leben
August Prinzinger war der Sohn von Joseph Prinzinger und seiner Frau Johanna (geb. von Huber).
Er besuchte ab 1817 das Gymnasium in Salzburg und studierte von 1830 bis 1835 Jura und Philologie in Wien. Danach war er ab 1836 Rechtspraktikant am Stadt- und Landgericht Salzburg und ab 1837 bis 1839 Konzipient und Advokat in Salzburg. 1839 wurde er in Innsbruck promoviert. Anschließend war er bis 1841 am Fiskalamt in Salzburg, ab 1841 Kammerprokurator in Linz. In St. Pölten war er ab 1846 Advokat. 1848 war er hier bei der Nationalgarde Auditor.
Vom 16. Dezember 1848 bis zum 31. März 1849 war er als Nachfolger von Franz Gutherz (1802–1865) Abgeordneter im Frankfurter Paulskirchenparlament. Sein Wahlkreis war Österreich unter der Enns (1., St. Pölten). Er schloss sich der Fraktion Württemberger Hof an. Sein Nachfolger nach dem Abzug der österreichischen Abgeordneten war Guido Konrad Mosing.
Von 1849 bis zu seinem Ruhestand 1880 war er als Advokat in Salzburg tätig, ab 1870 war er Vorsitzender der Advokatenkammer. Hier war er auch von 1858 bis 1862 Gemeinderat. 1867/68 war er Abgeordneter im Salzburger Landtag.
Von 1874 bis 1884 war er Vorsitzender der Gesellschaft für Salzburger Landeskunde, die er 1858 mitgründete. 1884 wurde er zu seinem Ehrenmitglied. Er veröffentlichte mehrere landeskundliche Schriften.
Prinzinger war zweimal verheiratet. Seine erste Frau Louise (geb. von Tarnoczy) starb 1847. Seine zweite Frau hieß Josephine, geb. Loe.

## Schriften
- August Prinzinger: Die Tauern. In: Mitteilungen der Gesellschaft für Salzburger Landeskunde. Jahrgang 7, 1867, S. 46–78 (zobodat.at [PDF]).
- Die Grundsätze der altdeutschen Schriftsprache. Ein Gegensatz zur Lehre Jakob Grimm's und seiner Schule. Mayrische Buchhandlung, Salzburg 1860 (Digitalisat).
- Die Keltenfrage deutsch beantwortet und theilweise zum Vortrage gebracht in der Versammlung der Wiener Anthropologischen Gesellschaft zu Salzburg am 12. Aug. 1881. H. Dieter in Commission, Salzburg 1881.